# حمیدیا
حمیدیا شهری از توابع بخش مرکزی شهرستان یزد در استان یزد بود.
این شهر در سال ۱۳۹۵ به شهر یزد ملحق شد . شهر سابق حمیدیا از محله‌های رحمت‌آباد ، نجف‌آباد ، قاسم‌آباد جدید (قاسم نقی)، اسدآباد، شهرک قدس ، شهرک کوثر ، شهرک لاله تشکیل شده‌است. شرکت کابلهای شهید قندی، تیپ ۱۸ الغدیر، پادگان شهید صدوقی و صدا و سیمای دولتی یزد در این بخش قرار دارند. این منطقه دارای اقلیت نسبتاً بزرگی از زرتشتیان است که از ابتدا در این منطقه به کشاورزی مشغول بوده‌اند. خیابانهای اصلی این بخش عبارتند از: بلوار شهید حاج حسن دشتی، بلوار پاسداران، بلوار شهید قندی و…

## ادغام با شهر یزد
در بهمن ماه سال ۹۵ پس از طی چندی کش و قوس‌های فراوان، شهردار وقت یزد با اعلام انحلال شهرداری و شورای شهر حمیدیا، از الحاق این شهر به یزد خبر داد. الحاق حمیدیا به یزد با اعتراضات مردمی این شهر در ۱۳ بهمن ۹۵ همراه بود.